# Vogtareuth

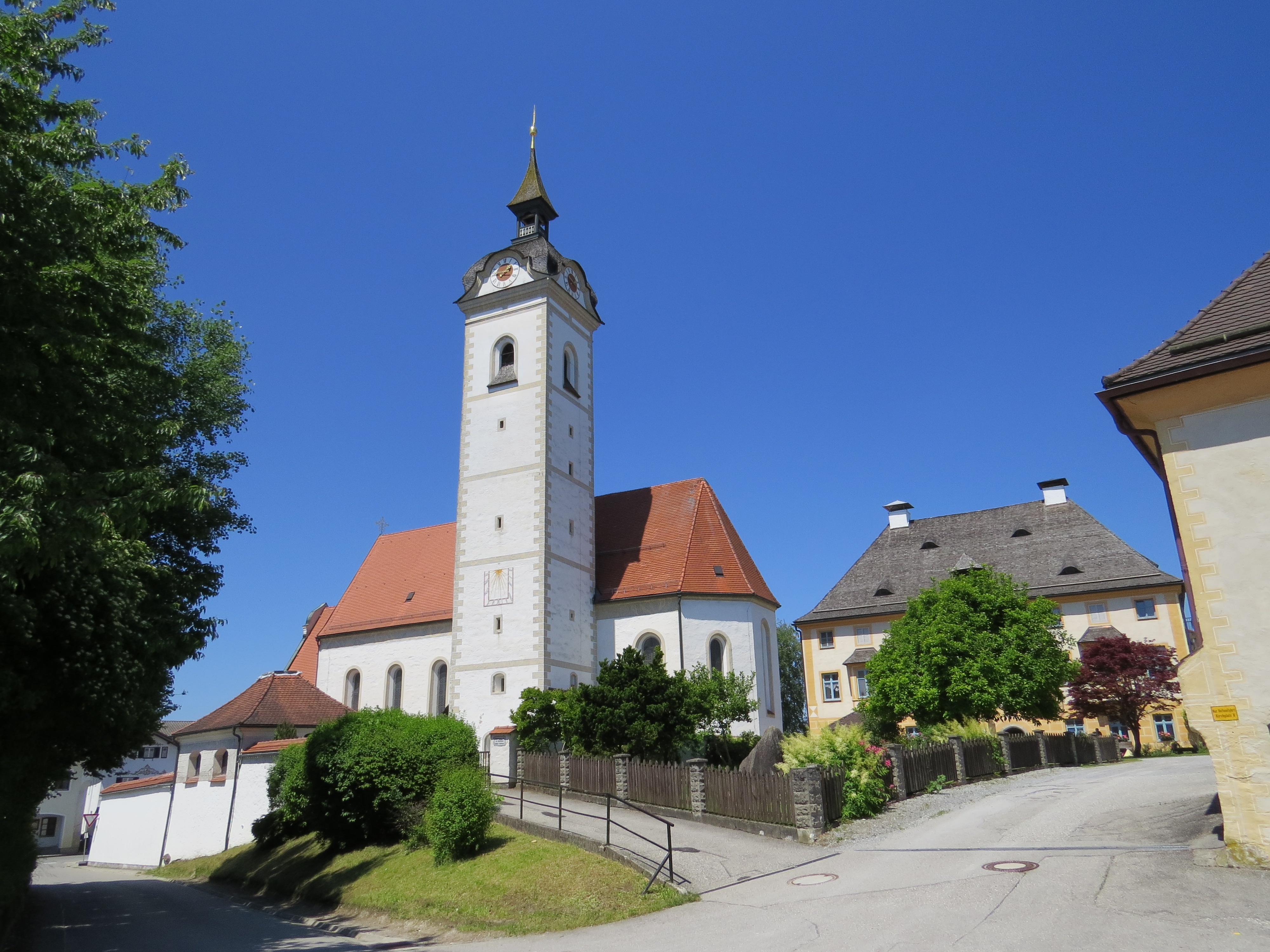
Kirche und Schloss in Vogtareuth (2015)

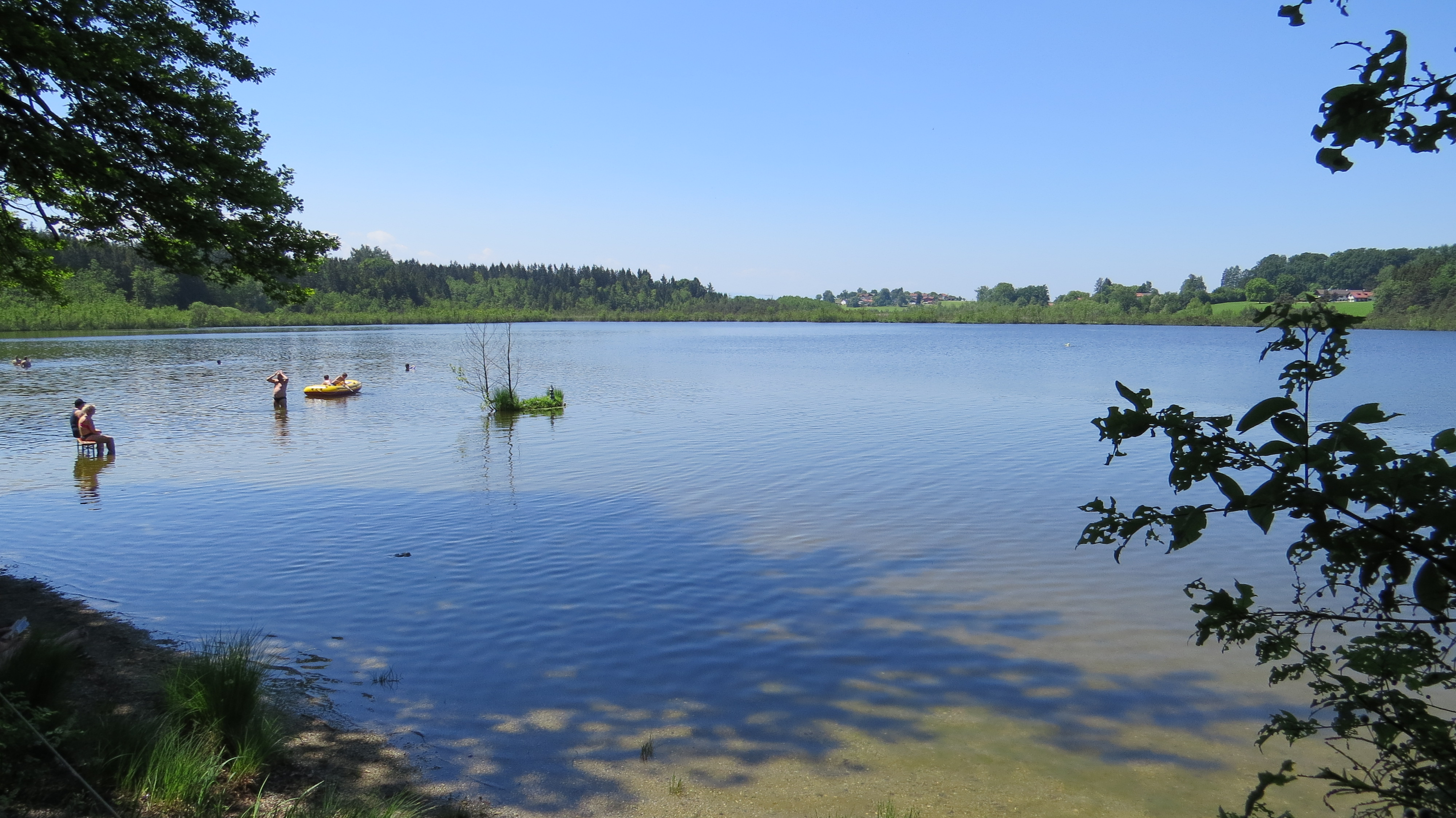
Hofstätter See bei Vogtareuth (2015)

Vogtareuth ist eine Gemeinde und ein Pfarrdorf im oberbayerischen Landkreis Rosenheim zwischen Rosenheim und Wasserburg am Inn.

## Geografie

### Gemeindegliederung
Es gibt 50 Gemeindeteile:
- Aign
- Benning
- Buch
- Eglham
- Egllack
- Eichbichl
- Entberg
- Entfelden
- Entmoos
- Farmach
- Forst
- Gaffl
- Gmain
- Haid
- Hofstätt
- Hölking
- Holzleiten
- Kalkgrub
- Knogl
- Leiten
- Lochen
- Lueg
- Oberwindering
- Oed
- Pirach
- Rackerting
- Reipersberg
- Ried
- Schneiderwies
- Seehub
- Seeleiten
- Seppl im Holz
- Straßkirchen
- Straßöd
- Sulmaring
- Sunkenroth
- Tödtenberg
- Untersee
- Unterwindering
- Vettl
- Viehhausen
- Vogleiten
- Vogtareuth
- Wall
- Weidach
- Weikering
- Winkl
- Zaisering
- Zaißberg
- Ziellechen

### Natur
Folgende Schutzgebiete berühren das Gemeindegebiet:
- Landschaftsschutzgebiet Schutz der Innauen bei Vogtareuth (LSG-00008.01)
- Landschaftsschutzgebiet Schutz des Inntales (LSG-00535.01)
- Landschaftsschutzgebiet Inschutznahme des Hofstätter- und Rinssees in den Gemeinden Prutting, Söchtenau und Vogtareuth (LSG-00247.01)
- Fauna-Flora-Habitat-Gebiet Murn, Murner Filz und Eiselfinger See (8039-371)
- Fauna-Flora-Habitat-Gebiet Innauen und Leitenwälder (7939-301)
- Fauna-Flora-Habitat-Gebiet Moore und Seen nordöstlich Rosenheim (8039-302)

## Geschichte
Die erste urkundliche Erwähnung erfolgte im Jahr 953 mit der Schenkung des Orts an das Kloster Sankt Emmeram in Regensburg. 1786 erreichte das Reichsstift St. Emmeram die Reichsunmittelbarkeit für Vogtareuth. Das Amt fiel 1803 an das Fürstentum Regensburg des ehemaligen Fürstprimas von Dalberg. Mit dem Pariser Vertrag von 1810 fiel der Ort an das Königreich Bayern. Vogtareuth wurde im Zuge der Verwaltungsreformen in Bayern 1818 eine selbständige politische Gemeinde.

## Einwohnerentwicklung
Zwischen 1988 und 2018 wuchs die Gemeinde von 2296 auf 3372 um 1076 Einwohner bzw. um 46,9 %.

## Politik
Erster Bürgermeister ist Rudolf Leitmannstetter (ÜWG). Es gibt vier Fraktionen im Gemeinderat: CSU-parteifreie Wähler (sechs Sitze), die Überparteiliche Wählergemeinschaft/ÜWG (fünf Sitze), Aktiv für unsere Gemeinde/AfG (drei Sitze) und die Bürgerliste Vogtareuth/BL (zwei Sitze).

## Wappen
|                            | Blasonierung: „Gespalten von Rot und Silber, überdeckt mit einem gesenkten, von Silber und Blau gespaltenen Wellenbalken; vorne ein aufrechter silberner Schlüssel, hinten ein aufrechter roter Palmzweig.“ |
| Es wird seit 1963 geführt. | |

## Verkehr
Zwei Kilometer östlich von Vogtareuth befindet sich der Flugplatz Vogtareuth, ein Sonderlandeplatz für Luftfahrzeuge aller Art bis zu 2000 kg Höchstabfluggewicht (MTOW) und Helikopter bis 5700 kg.